# Iglesia de la Venida del Espíritu Santo (Kragujevac)

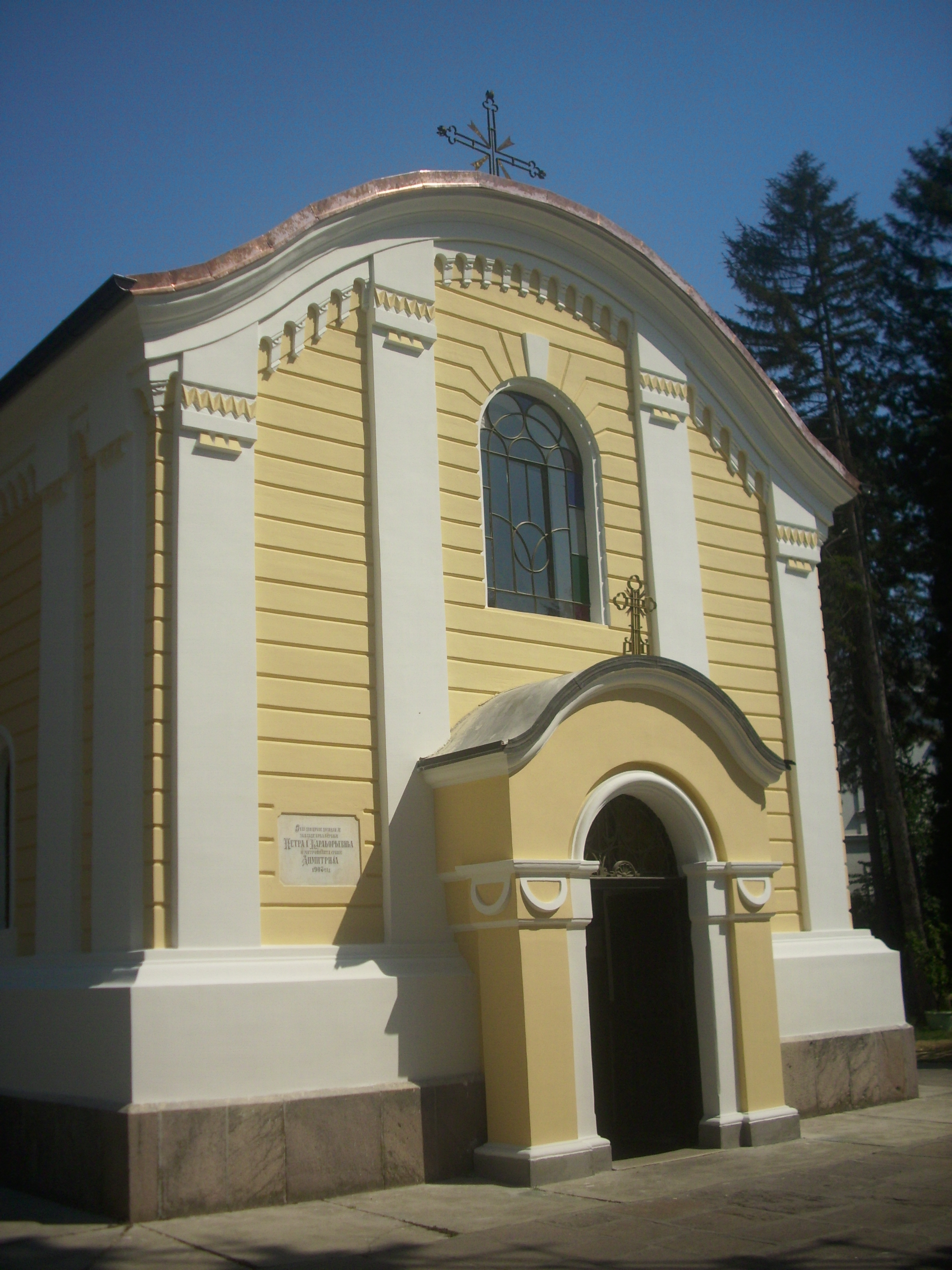
Iglesia de la Venida del Espíritu Santo en Kragujevac, Serbia.

La Iglesia de la Venida del Espíritu Santo (en serbio cirilizado, Црква Силаску Светог Духа на апостоле у Крагујевцу) es un templo ortodoxo serbio en Kragujevac, Serbia.
Conocida con el sobrenombre de "la antigua iglesia" (Стара Црква) es el edificio de mayor antigüedad conservado en Kragujevac. Fue erigido por orden del príncipe Miloš Obrenović en 1818 como iglesia de la corte, dedicada a la Venida del Espíritu Santo. El proyecto fue obra del bosníaco Milutin Gođevac, aunque la finalización de los trabajos corrió a cargo de un italiano, Giuseppe di Antonio. Estilísticamente ecléctica, no obstante, depende fundamentalmente de los parámetros estéticos del arte neobizantino. Entre 1831 y 1835 fue iglesia metropolitana. Durante el siglo XIX, el cementerio de la iglesia fue utilizado como asamblea nacional, siendo allí donde se aprobó la Constitución de Sretenje en 1835, y se proclamó la independencia del Principado de Serbia en 1878. El campanario es obra de Jovan Ilkić y data ya de fines del siglo XIX (1897) y se le añadió un nártex en 1907.